# إنقلاب يك
إنقلاب يك (بالفارسية: انقلاب یک) هي مستوطنة تقع في قسم اناران الريفي (مقاطعة دهلران) في إيران. يقدر عدد سكانها بـ 402 نسمة .